# Eidgenössische Koordinationskommission für Arbeitssicherheit
Die Eidgenössische Koordinationskommission für Arbeitssicherheit (EKAS) ist eine ständige ausserparlamentarische Kommission des Bundes im Bereich Arbeitssicherheit und Gesundheitsschutz. Grundlage ihrer Tätigkeit ist das schweizerische Unfallversicherungsgesetz (UVG) von 1984.
Sie ist die Zentralstelle für die Verhütung von Berufsunfällen und Berufskrankheiten in der Schweiz. Ihre Rechte und Pflichten werden im Unfallversicherungsgesetz und in der Verordnung über die Unfallverhütung (VUV) definiert. Sie erlässt eigene Richtlinien, setzt sich für die einheitliche Anwendung der Sicherheitsvorschriften in den Betrieben und die koordinierte Verteilung finanzieller Mittel ein. Weiter sorgt sie für eine partnerschaftliche, effiziente Zusammenarbeit der Durchführungsorgane, d. h. dem Interkantonalen Verband für Arbeitnehmerschutz (IVA), dem Staatssekretariat für Wirtschaft (SECO), der Schweizerischen Unfallversicherungsanstalt (Suva) sowie den Fachorganisationen. Die EKAS nimmt wichtige Informations-, Aus- und Weiterbildungsaufgaben wahr und führt gesamtschweizerische oder regionale Programme zur Förderung der Arbeitssicherheit durch. Die Beschlüsse sind für die Versicherer und die Durchführungsorgane verbindlich.
Weitere Partner der EKAS sind das Bundesamt für Gesundheit (BAG), der Schweizerische Versicherungsverband (SVV) und der Branchenverband der schweizerischen Krankenversicherer Santésuisse.
Die Kommission setzt sich aus Vertretern der Versicherer, der Durchführungsorgane, Delegierten der Arbeitgeber und Arbeitnehmer sowie einem Vertreter des Bundesamtes für Gesundheit zusammen. Den Vorsitz hat die Suva. Die Geschäftsstelle ist in Luzern angesiedelt.